# Do No Harm (Fernsehserie)
Do No Harm ist eine US-amerikanische Fernsehserie mit Steven Pasquale in der Hauptrolle. Die Erstausstrahlung fand am 23. Januar 2013 auf NBC statt. Jedoch wurde die Serie am 9. Februar 2013, zwei Tage nach der Ausstrahlung der zweiten Folge, vom Sender auf Grund der miserablen Zuschauerzahlen abgesetzt. Das Finale der Serie wurde am 7. September 2013 gesendet.

## Handlung
Jason Cole ist ein brillanter Neurologe mit einem augenscheinlich perfekten Leben. Im Verborgenen muss er sich aber mit einer Persönlichkeitsstörung auseinandersetzten, infolge derer er jede Nacht zu „Ian Price“ wird, seinem genauen Gegenteil. Über Jahre hinweg war es Cole gelungen, seinen Körper im Schlaf mit einer Mischung verschiedener Medikamente zu betäuben. Eines Nachts bemerkt er jedoch, dass sein Körper eine Immunität gegen diese Medikamente entwickelt hat. Er versucht, seine zweite Persönlichkeit zu unterdrücken – mit verheerenden Folgen für Karriere und Privatleben.

## Besetzung

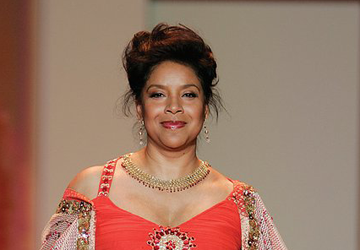
Phylicia Rashād spielt Dr. Vanessa Young

| Rolle                          | Schauspieler       | Episodenanzahl |
| ------------------------------ | ------------------ | -------------- |
| Dr. Jason Cole alias Ian Price | Steven Pasquale    | 13             |
| Dr. Lena Solis                 | Alana de la Garza  | 13             |
| Olivia Flynn                   | Ruta Gedmintas     | 13             |
| Dr. Kenneth Jordan             | Michael Esper      | 13             |
| Dr. Vanessa Young              | Phylicia Rashād    | 13             |
| Dr. Ruben Marcado              | Lin-Manuel Miranda | 13             |
| Josh Stern                     | Samm Levine        | 13             |
| Will Hayes                     | John Carroll Lynch | 13             |
| Lab Tech                       | Mihir Pathak       | 13             |

## Produktion und Ausstrahlung
Bei der Serie handelt es sich um eine moderne Variante der Novelle Der seltsame Fall des Dr. Jekyll und Mr. Hyde des schottischen Schriftstellers Robert Louis Stevenson. Nach der Bestellung einer Pilotfolge im Januar 2012, gab NBC Do No Harm zusammen mit Infamous, später als Deception ausgestrahlt, grünes Licht für eine erste Staffel. Im November 2012 wurde die Episodenanzahl von 13 auf 12 gekürzt.
Die Ausstrahlung der ersten Folge erfolgte am 31. Januar 2013 auf dem früheren Sendeplatz von Emergency Room – Die Notaufnahme. Allerdings wurde die Folge von nur 3,12 Millionen Zuschauern gesehen und erreichte ein Zielgruppen-Rating von 0,9, was für den Sender NBC jedoch inakzeptabel war. Da die Zuschauerzahlen der Serie bei der zweiten Folge auf 2,2 Millionen Zuschauer und einem Rating von 0,7 fielen, gab NBC zwei Tage später die Absetzung der Serie bekannt.
Die restlichen zehn Folgen wurden zwischen dem 29. Juni und dem 7. September 2013 immer samstags gesendet.

## Episodenliste
| Nr. | Deutscher Titel | Originaltitel            | Erstausstrahlung USA | Deutschsprachige Erstausstrahlung (—) | Regie          | Drehbuch                                                                                | Zuschauer (USA) |
| --- | --------------- | ------------------------ | -------------------- | ------------------------------------- | -------------- | --------------------------------------------------------------------------------------- | --------------- |
| 1   | —               | Pilot                    | 31. Jan. 2013        | —                                     | Michael Mayer  | David Schulner                                                                          | 3,12 Mio.       |
| 2   | —               | Don’t Answer the Phone   | 7. Feb. 2013         | —                                     | Jeffrey Reiner | Lisa Zwerling                                                                           | 2,21 Mio.       |
| 3   | —               | Morning, Sunshine        | 29. Juni 2013        | —                                     | Jeffrey Reiner | David Schulner                                                                          | 1,80 Mio.       |
| 4   | —               | Me Likey                 | 6. Juli 2013         | —                                     | John Behring   | Eric Charmelo & Nicole Snyder                                                           | 1,67 Mio.       |
| 5   | —               | A Stand-In               | 20. Juli 2013        | —                                     | John Behring   | Lauren Schmidt Hissrich                                                                 | 1,63 Mio.       |
| 6   | —               | I Can’t Keep Your Secret | 27. Juli 2013        | —                                     | Michael Waxman | Diana Son                                                                               | 1,57 Mio.       |
| 7   | —               | Six Feet Deep            | 3. Aug. 2013         | —                                     | Kate Woods     | Tracy Bellomo                                                                           | 1,68 Mio.       |
| 8   | —               | The Cookie Jar           | 10. Aug. 2013        | —                                     | Jeffrey Reiner | Deirdre Mangan                                                                          | 1,57 Mio.       |
| 9   | —               | Circadian Rhythms        | 17. Aug. 2013        | —                                     | Colin Bucksey  | Tracy Scott Wilson                                                                      | 1,89 Mio.       |
| 10  | —               | Mine                     | 24. Aug. 2013        | —                                     | Aaron Lipstadt | Aaron Ginsburg & Wade McIntyre                                                          | 2,33 Mio.       |
| 11  | —               | But I’m Allergic to Cats | 31. Aug. 2013        | —                                     | Omar Madha     | Zev Borow                                                                               | 1,77 Mio.       |
| 12  | —               | You Made Me Do This      | 31. Aug. 2013        | —                                     | Nick Gomez     | David Foster                                                                            | 1,88 Mio.       |
| 13  | —               | This Is How It Ends      | 7. Sep. 2013         | —                                     | John Behring   | Handlung: Zev Borow & Lauren Schmidt Hissrich Schauspiel: David Foster & David Schulner | 1,54 Mio.       |

## Rezeption
Loryn Pröschke von Serienjunkies.de bezeichnete die Idee von Do No Harm als „recht spannend“, jedoch bleibe „die Umsetzung […] dieser Spannung einiges schuldig“. Positiv sei jedoch, „dass Steven Pasquale als Jason zwar ein echter Langweiler ist, als Ian aber eine bestechende Komik und Bösartigkeit an den Tag legen kann“.